# Чешир (сир)
Чешир — англійський сир з коров'ячого молока. Належить до напівтвердих дозріваючих сирів. Сир «Чешир» має делікатний лагідний смак.
Сир «Чешир» виробляється в трьох варіантах: червоний, білий та блакитний.
Сир «Чешир» виробляється в Англії в графстві Чешир або в чотирьох сусідніх графствах:
двох в Уельсі (Денбігшир i Флінтшир) та двох в Англії (Шропшир i Стаффордшир).

## Історія
Чеширський сир є одним із найстаріших зареєстрованих названих сирів у британській історії: він уперше згадується разом із сиром Шропшир Томасом Маффетом у Health's Improvement (бл. 1580). Твердження про те, що Чеширський сир згадується в Книзі судного дня, набуло широкого поширення, але це «нісенітниця».
Чешир був найпопулярнішим видом сиру на ринку в кінці XVIII століття. У 1758 році Королівський флот наказав заповнювати кораблі сирами Чешир і Глостер. До 1823 року виробництво чеширського сиру оцінювалося в 10 000 тонн на рік; приблизно в 1870 році воно оцінювалося як 12 000 тонн на рік.
До кінця XIX століття різні сорти чеширських сирів витримували до достатнього рівня твердості, щоб витримати суворе транспортування (конем і возом, а пізніше на човні) до Лондона для продажу. Молодший, свіжіший, розсипчастий сир, який вимагав коротшого зберігання — подібно до сучасного Чеширського сиру — почав набувати популярності наприкінці XIX століття, особливо в промислових районах на Півночі та Мідлендсі. Це був дешевший сир для виготовлення, оскільки він потребував менше зберігання.  
Продажі чеширського сиру досягли максимуму в 40 000 тонн у 1960 році, згодом знизившись, оскільки асортимент сирів, доступних у Великій Британії, значно зріс. Чеширський сир залишається найбільш продаваним розсипчастим сиром у Великій Британії з продажами близько 6000 тонн на рік. Округ залишається важливим центром виробництва сиру та сироваріння, а також проводить Міжнародну сирну нагороду Nantwich International Cheese Awards.